# Batterie (Venise)
Pour les articles homonymes, voir Batterie.

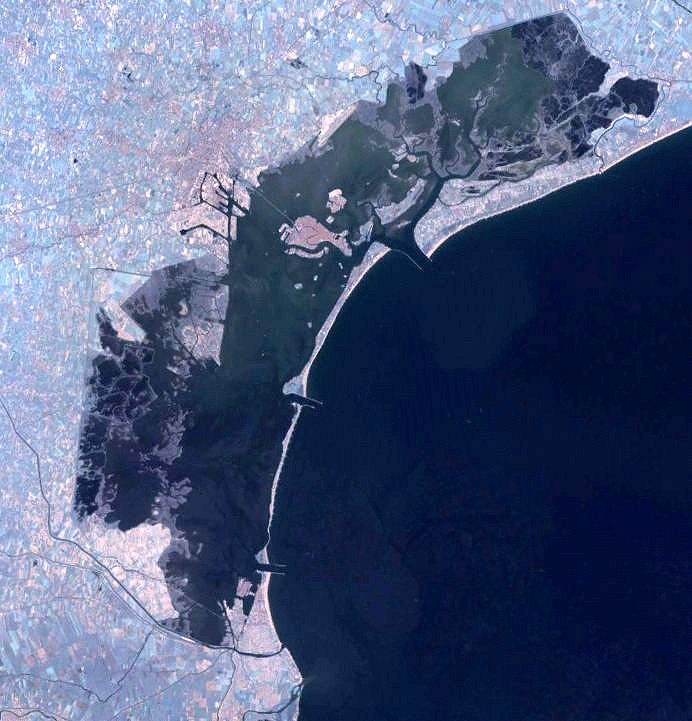
La lagune de Venise.

Les batterie (batteries en français) sont un ensemble d'îlots de la lagune de Venise qui font partie d'un système défensif construit à l'époque de la république de Venise.

## Localisation
Les batterie forment un arc	partant de Mazzorbo au nord, passant à l'ouest du cœur de Venise et se terminant au sud près de l'extrémité du Lido.
Du nord au sud, elles comportent les îles de Buel del Lovo, Carbonera, Tessera et Campalto (au nord de Venise), Trezze (immédiatement à l'ouest de Venise), et Campana, Ex Poveglia et Fisolo (au sud de Venise).

## Histoire
Les batterie assuraient la protection de la république de Venise contre les attaques venant de la mer et de la terre ferme.
Après la chute de la République à la fin du XVIIIe siècle, elles ont été modifiées par les Français et les Autrichiens. Les batterie jouèrent un rôle pendant la Seconde Guerre mondiale, notamment Carbonera, qui servait à protéger l'aéroport Marco Polo des attaques aériennes.
Actuellement, les îles sont dans des états divers. La plupart sont dans un état acceptables, certaines converties en habitations, d'autres restaurées et remises en état. Ex Poveglia, Carbonera et Buel del Lovo sont abandonnées et fortement dégradées.